# Ara Pacis
L'Ara Pacis Augustae (Altare della pace di Augusto) è un antico altare fatto costruire a Roma nel 9 a.C. dal senato, dedicato alla Pace (in latino Pax, nell'accezione di divinità) inaugurato dall'imperatore Augusto.
Originariamente posto in una zona del Campo Marzio consacrata alla celebrazione delle vittorie, il luogo era emblematico perché situato a un miglio romano (1.472 m) dal pomerium, limite della città dove il console, di ritorno da una spedizione militare, perdeva i poteri ad essa relativi (imperium militiae) e rientrava in possesso dei propri poteri civili (imperium domi).
Questo monumento rappresenta una delle più significative testimonianze pervenuteci dell'arte augustea e intende simboleggiare la pace e la prosperità raggiunte come risultato della Pax Romana.

## Storia

Mappa dell'Ara Pacis

(Res gestae divi Augusti, 12-2.)

### Le origini

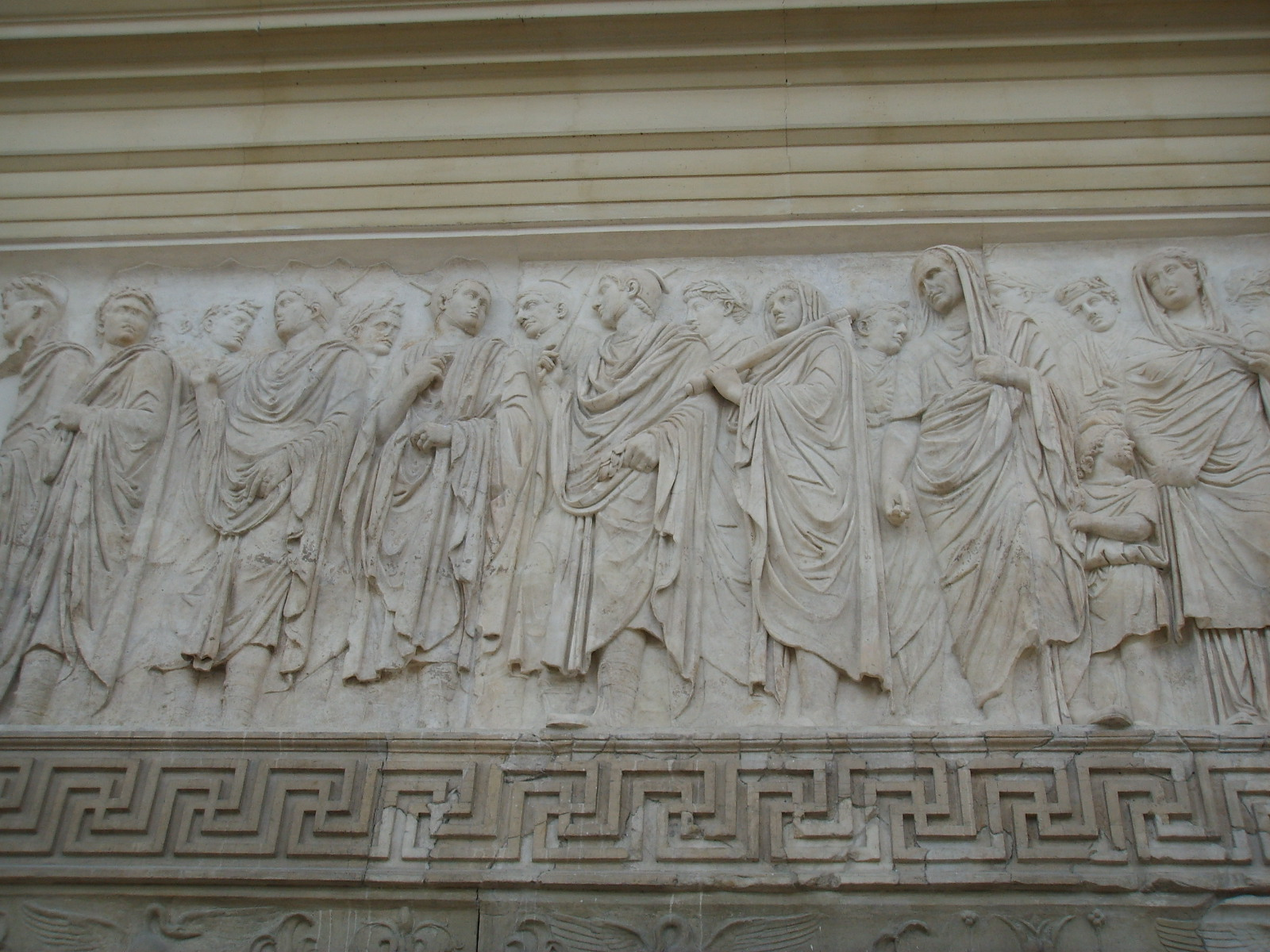
La processione scolpita a bassorilievo

Il 4 luglio del 13 a.C. il Senato decise di costruire un altare dedicato a tale raggiungimento in occasione del ritorno di Augusto da una spedizione pacificatrice di tre anni in Spagna e nella Gallia meridionale.
La dedica, cioè la cerimonia di consacrazione solenne, non ebbe però luogo fino al 30 gennaio del 9 a.C., data importante perché compleanno di Livia, moglie di Augusto.
Il monumento era collocato con un'entrata sull'antica via Flaminia e una verso il Campo Marzio.
Essendo stata edificata a poche centinaia di metri dal fiume Tevere (non dove sorge attualmente, ma dove si trova adesso Palazzo Fiano-Peretti-Almagià), l'Ara Pacis fu fin da subito, già nel II secolo d.C., soggetta a danni causati dall'acqua e dall'umidità, tanto che ben presto molte sue parti risultarono rotte o separate dal corpo principale; il livello del terreno nella zona si alzò notevolmente a causa dell'apporto di materiale da parte del vicino fiume, e l'ara dovette essere circondata da un muro di mattoni per proteggerla dall'assalto del limo e della sabbia, poiché ormai già sporgeva dal terreno solo a partire dai fregi figurati.

### Il ritrovamento e il restauro

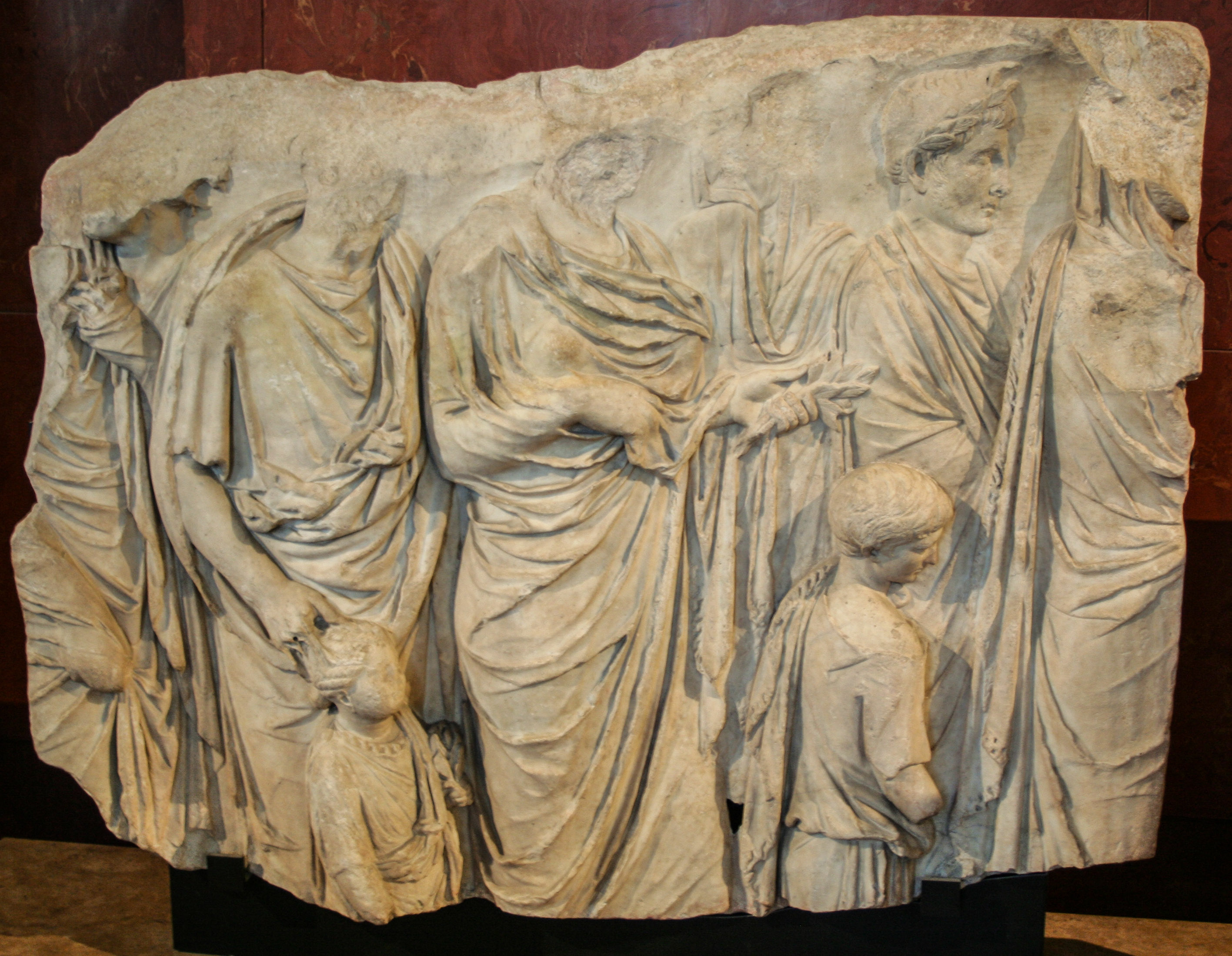
Frammento dell'Ara Pacis al Louvre

- Nel Medioevo l'Ara Pacis, come molti altri monumenti di epoca romana, fu usata come una sorta di "cava di marmo" da un marmorario, che ne utilizzava appunto i marmi per fabbricare altre costruzioni.[2]
- Nel 1568 ci fu la prima riscoperta in tempi recenti dei resti dell'Ara Pacis (secondo altre fonti già nel 1536):[3] sotto Palazzo Peretti in via in Lucina,[4] a qualche centinaio di metri a sud est di dove il monumento fu in seguito ricostruito e restaurato, vennero rinvenuti alcuni frammenti di rilievi appartenenti all'altare. I reperti presero varie strade: per esempio la Saturnia tellus entrò nelle collezioni medicee e finì agli Uffizi, una parte fu venduta al Granduca di Toscana, un altro frammento finì al Museo del Louvre, un altro ancora ai Musei Vaticani.
- Altri scavi risalgono al 1859, quando furono recuperati il rilievo di Enea e la testa di Marte del rilievo del Lupercale, ma solo nel 1879 l'archeologo tedesco Federico von Duhn riconobbe i frammenti come provenienti dall'Ara di Augusto.
- Nel 1903 furono intrapresi scavi regolari per il recupero dei reperti, condotti dall’ingegner Mariano Cannizzaro e dall’archeologo Angelo Pasqui; tali scavi si protrassero fino all’aprile del 1904 in maniera ufficiale, per poi proseguire fino al febbraio 1905 in maniera ufficiosa, finché furono nuovamente interrotti a causa di sopraggiunti problemi finanziari[5][6] (i lavori dal 1903 al 1905 erano già costati circa 62.000 lire, equivalenti a oltre 250.000 euro del 2017).[7]
- Nel 1909 fu varato il nuovo piano regolatore di Roma,[8] che prevedeva tra l'altro l'abbattimento dei fabbricati intorno al Mausoleo di Augusto.
- Tra il 1918 e il 1921 si iniziò a prendere in considerazione la proposta fatta dal professor Oreste Mattirolo, presidente della Società Piemontese di Archeologia e Belle Arti, di riunire i frammenti ritrovati fino ad allora e sparsi in varie parti d'Italia e del mondo. Alla vigilia del ventennio fascista e del dominio italiano del Duce, l'idea di ricostruire il monumento edificato dal primo "vero" duce Augusto eccitò l'opinione pubblica, e si arrivò anche a ipotizzare le iscrizioni da riportare sul monumento restaurato, come “ARA PACIS OLIM AUGUSTAE NUNC TOTIUS ITALIAE A.D. MCMXIX” oppure “GERMANIA VICTA AUSTRIA DELETA COSTANTINOPOLI ET HIEROSOLYMA LIBERATIS ARA PACIS AUGUSTAE RESTITUTA ANNO MCMXIX”.[6][9] Si dovette però attendere il 1937 perché riprendessero gli scavi.
- Nel 1932 iniziarono i lavori di demolizione[10] degli edifici circostanti il Mausoleo di Augusto, nel contesto di un'enorme quantità di abbattimenti e demolizioni che caratterizzarono Roma negli anni '20-'30 del '900.[11] Molte delle demolizioni furono presenziate dallo stesso Mussolini che le promuoveva, come testimoniano foto e filmati dell'Istituto Luce che lo mostrano, armato di piccone, in posa sui tetti delle case da distruggere, circondato dagli operai.[12][13] La risistemazione del monumento suscitò all'epoca aspre polemiche, avendo assunto una connotazione politica: Mussolini, infatti, in seguito alla fondazione del Partito Fascista nel 1921 e all'assunzione della carica di Presidente del Consiglio, si era anche autodichiarato "Duce",[14] ossia successore degli antichi dittatori romani, e intendeva associare il restauro del monumento alla celebrazione del bimillenario della nascita di Augusto, primo imperatore romano, ricorrenza che cadeva il 23 settembre 1938. L'opera di risistemazione e riqualificazione dell'area fu affidata all'architetto Vittorio Ballio Morpurgo, già noto per aver progettato il Museo delle navi romane di Nemi, ma il progetto iniziale del 1935 non poté mai essere portato a termine per intero, sia per motivi economici (i fondi stanziati dal Governatorato di Roma scarseggiavano) che a causa dell'inizio della Seconda guerra mondiale; il risultato fu che invece di materiali pregiati come marmo, travertino e porfido, vennero usati cemento e surrogati e il risultato finale fu così lontano da quanto programmato che, infine, tutti ne presero le distanze.[15] Le polemiche continuarono anche dopo la Guerra.
- 1937:
  - Marzo: Riprendono gli scavi sotto palazzo Fiano, prolungandosi fino a dicembre. I lavori di estrazione dei frammenti dalle fondamenta del palazzo si avvalsero di metodi piuttosto all'avanguardia per l'epoca, come il congelamento del terreno per preservarne la solidità.[16]
  - Inizia il lavoro di assemblaggio dei vari reperti, difficilissimo a causa della scarsità dei frammenti e delle pochissime informazioni disponibili relative alla forma originaria del monumento, informazioni consistenti per lo più in due antiche monete romane, una di età neroniana, l’altra domizianea, raffiguranti l'ara vista da due lati opposti.
  - 23 settembre: Apertura ufficiale del Bimillenario Augusteo. Mussolini annuncia la sua decisione di far collocare l'altare nello spazio che era venuto a liberarsi tra il fiume e il mausoleo a seguito della rimozione degli edifici circostanti il mausoleo stesso.

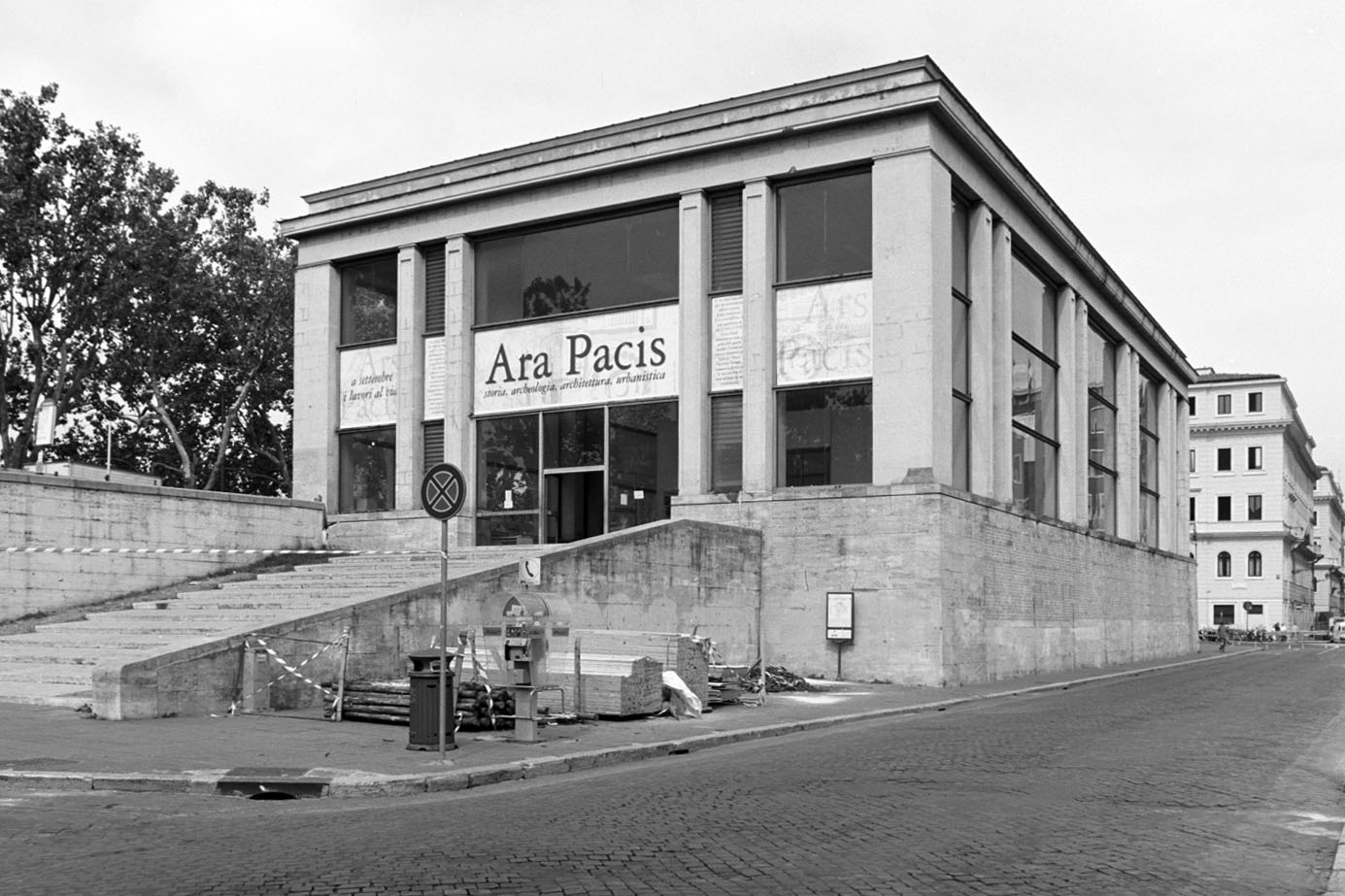
La teca originale del 1938, dopo la verniciatura di bianco degli anni '50 e il ripristino delle vetrate del 1970. In origine la teca era di finto porfido rosso.

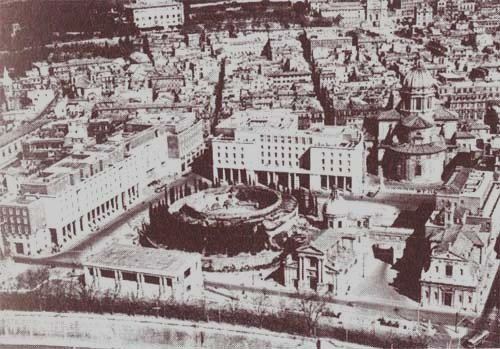
Vista aerea del complesso di Piazza Augusto Imperatore, databile tra il 1941 e il 1969, con la teca originale di Morpurgo visibile in primo piano. Sono visibili i muri di 4,5 metri costruiti a inizio anni '40 in sostituzione delle transenne in legno installate all'inizio della guerra.

- Nel 1938 si conclusero gli scavi e furono ricomposte tutte le parti[17] ritrovate fino ad allora, ma il lavoro di restauro si prospettava così lungo e difficile,[18] e il tempo a disposizione era così breve (l'inaugurazione doveva avvenire entro il 23 settembre del 1938, ultimo giorno del Bimillenario Augusteo, quindi il tempo era limitato a 8-9 mesi), che si decise di affidare il restauro all'artista Odoardo Ferretti,[19] professore di disegno e ornato, già impegnato accanto agli archeologi dal 1929 al 1932 nei lavori di Via dell’Impero, in modo da poter supplire alle mancanze documentali con la "fantasia", seppur guidata dall'esperienza; la ricomposizione dei frammenti avvenne nel Museo delle Terme di Roma. Per facilitare il recupero dei frammenti dispersi tra musei e collezioni private, nel febbraio del 1938 Vittorio Emanuele III re d’Italia promulgò apposito decreto[20] per attribuire la speciale facoltà al Ministro Segretario di Stato per l’Educazione Nazionale, di concentrare a Roma i frammenti dell’Ara esistenti in altre città del Regno, e di trattare il recupero di quelli appartenenti agli Stati stranieri, anche mediante scambi di beni artistici di proprietà demaniale incluse quelli che erano andate disperse in altri siti: furono così recuperati i frammenti fiorentini e quelli dei Musei Vaticani, e per quelli del Louvre e di Villa Medici, che non fu possibile riavere indietro, vennero usati dei calchi; l'altare fu quindi ricostruito di sana pianta.[21]
- 23 settembre 1938: inaugurazione dell'Ara Pacis e della teca del Morpurgo,[22] con tetto e struttura portante in simil-porfido rosso[23] e basamento in travertino bianco.
- 7 novembre 1938: inizia il dibattito sull'opportunità di collocare altrove l'Ara e la Teca, dibattito che continuerà fino agli anni 2000;[24] una prima[25] proposta, da parte di Oriolo Frezzotti, fu si spostarla nel Piazzale Romolo e Remo.
- 1938-1940 Proposta di spostare l'Ara all'interno del Mausoleo di Augusto da parte di Adalberto Libera.[26][25]
- 10 giugno 1940: l'Italia entra nella Seconda guerra mondiale; a seguito di ciò, dopo qualche giorno,[27] le vetrate della teca vengono rimosse e immagazzinate in un edificio del quartiere San Lorenzo per metterle al sicuro dai bombardamenti; allo stesso scopo, l'ara viene circondata di sacchi di sabbia, e l'accesso alla teca interdetto al pubblico mediante transenne in legno alte 2 metri.[28]
- 1942: rimozione transenne di legno, costruzione muraglioni paraschegge di 4,50 metri a mezza altezza, riapertura al pubblico del monumento.[29][30]
- 19 luglio 1943: le vetrate della teca di Morpurgo rimangono distrutte nel bombardamento del quartiere San Lorenzo.
- 1949:
  - il Consiglio Superiore delle Antichità e Belle Arti e il Ministero della Pubblica Istruzione proposero una gara ("Concorso di idee") per risolvere la diatriba nata in merito allo spostamento dell'Ara Pacis in altro luogo, o per decidere in quale modo ristrutturare la teca del Morpurgo, che aveva riportato qualche danno minore durante la guerra.
  - il Comune di Roma decide di riaprire al pubblico il monumento[31] dopo aver rimosso la protezione anti- scheggia di sacchi di sabbia e transenne di legno installata durante la guerra, sostituendola con muri di cinta alti 4,5 metri in finto travertino.[32]
  - si scopre che i sacchetti di sabbia messi a protezione del monumento hanno completamente distrutto la trabeazione, già totalmente ricostruita in gesso nel corso dei restauri del 1937-1938, non essendone stato trovato nessun frammento durante gli scavi.[33]
  - nuova proposta, dopo quella del 1940 di Adalberto Libera, di spostare l'Ara dentro al Mausoleo di Augusto, in occasione del Piano Regolatore della Roma Imperiale.[25][34]
- 1950 (?): verniciatura di bianco, in finto travertino.
- Anni '50 (?): rimozione muri paraschegge installati nel 1942.[35][34]
- Nel 1950 i 10 progetti partecipanti al "Concorso di idee" del 1949 vennero esposti nella "Mostra di idee", allestita nella Casa dei Crescenzi (sede da pochi anni del Centro Studi per la Storia dell’Architettura fondato il 25 febbraio 1939 da Gustavo Giovannoni); alla mostra parteciparono Marcello Piacentini, Pier Luigi Nervi, Alberto Gatti.[25][36]
- Nel 1954 furono avanzate tre proposte per la riqualificazione del complesso dell'Ara Pacis, in quanto lo spazio di 3,50 metri ad essa circostante era giudicato insufficiente a permetterne l'osservazione dei fregi nella loro completezza:[37]
  - sistemazione del monumento nell'interno del mausoleo di Augusto;
  - sistemazione nella zona dove sorge attualmente il padiglione dell'Ara Pacis;
  - trasporto e sistemazione del monumento nell'aula a doppia abside delle Terme di Diocleziano.

Venne quindi nominata una Commissione che studiasse sul Piano Regolatore e sul posto la possibilità di sistemazione dell'Ara. Nella seduta del 19 giugno 1944 l'architetto Marcello Piacentini riferì sulle conclusioni cui la Commissione era pervenuta: spostare il monumento verso l'Accademia di Belle Arti, onde permettere uno spazio di 6 metri intorno al monumento; costruire sul lato verso la chiesa di San Rocco un edificio destinato a museo che, verso il Lungotevere, doveva essere fronteggiato da un giardino; costruire un portico nella facciata verso il giardino. Fu deciso di affidare lo studio del nuovo progetto allo stesso architetto Morpurgo, già autore dell'attuale sistemazione.
- Nel 1968-69 il Rotary Club istituisce il "premio Ara Pacis".
- Nel 1969 il Comune di Roma avanzò la proposta di ricollocare vetrate al posto dei muri costruiti nel '49-'50.
- Nel 1970 con il contributo del Rotary Club di Roma venne effettuato il restauro dell’edificio secondo il progetto Morpurgo,[31] rimuovendo cioè i muri para-schegge costruiti negli anni '40-'50 e reinstallando le vetrate.
- Nel 1995 il Sovrintendente per l'eredità culturale della città di Roma Eugenio La Rocca determina che è impossibile spostare l'Ara Pacis senza causare danni gravi.[38]
- Nel 1997, sotto la giunta Rutelli appena insediatasi, fu proposto un nuovo progetto di riqualificazione dell'area ad opera dell'architetto americano Richard Meier; molte furono fin da subito le critiche e le polemiche suscitate anche da questo progetto, accusato di uno stile eccessivamente moderno rispetto agli edifici circostanti,[39] ma anche perché esso fu assegnato nel 1998 dal sindaco Rutelli direttamente a Meier senza indire nessuna gara o concorso.[40]
- Nel 2000 il progetto di Richard Meier divenne esecutivo, il 20 settembre iniziano i lavori di demolizione e ristrutturazione, e il termine nel 2006. Unico elemento della precedente costruzione destinato a rimanere anche nella nuova costruzione fu la parete est del basamento, recante una trascrizione[collegamento interrotto] delle "Res Gestae Divi Augusti" realizzata sulla base del testo di Enrica Malcovati.[41]
- 8 agosto 2002: a seguito di una riunione tra la Sovraintendenza ai beni culturali dello Stato e la Sovraintendenza ai beni culturali del Comune di Roma emerge l’ipotesi di un percorso che preveda la nomina da parte del Ministro per i Beni le Attività Culturali e del Sindaco di Roma di una Commissione Scientifica congiunta che "rafforzi e integri il lavoro già avviato dal Comune di Roma con lo scopo di formulare, entro tre mesi, il dossier contenente le linee guida definitive per la riqualificazione dell’area urbana di Piazza Augusto Imperatore e delle aree limitrofe”. L’accordo è stato sottoscritto da Roberto Di Paola, soprintendente per i beni architettonici ed il paesaggio e per il patrimonio storico e demoetnoantropologico di Roma e da Eugenio La Rocca, sovraintendente ai beni culturali del Comune di Roma.
- Nel 2004 fu avanzata per la prima volta[42] la proposta di costruire un sottopasso veicolare per eliminare il tratto di strada che separa il fiume Tevere dall'Ara Pacis, che sarebbe stato sostituito da un parco; i lavori sarebbero dovuti iniziare[43] nel 2007, ma a seguito delle polemiche e proteste contro la realizzazione del sottopasso, esso non è stato mai realizzato. Il 24 maggio 2012 l'Amministrazione Capitolina ha annunciato[44] la mancata assegnazione del bando, ufficialmente per mancata adesione dei progetti alle richieste dello stesso.
- Nel maggio del 2005 i progettisti del Gruppo Calosi e Del Mastio consegnarono al Comune un progetto che prevedeva la costruzione di un sottopasso da Ponte Cavour a Ponte Matteotti, con due uscite: una sul lungotevere in Augusta, l'altra in coincidenza col sottopasso del Ministero della Marina. Previsto anche l'abbattimento del muro di travertino che separava l'Ara Pacis dal Tevere, già oggetto di discordia negli anni precedenti.
- Nel 2006 i lavori di ristrutturazione iniziati nel 2000 furono completati, con l'inaugurazione del Museo dell'Ara Pacis alla presenza del nuovo sindaco, Walter Veltroni;[45] nel corso dell'inaugurazione una piccola folla di simpatizzanti della "Fiamma Tricolore" manifestò il suo dissenso lamentando che erano stati spesi 16 milioni di euro (e stanziati ulteriori 24) "per costruire uno scempio e fare contento l'ennesimo architetto straniero".[45]
- Nel gennaio 2008 il candidato sindaco di Roma Gianni Alemanno dichiarò, con l'appoggio del critico d'arte Vittorio Sgarbi,[46] di (in caso di vittoria alle elezioni comunali) voler abbattere il Museo dell'Ara Pacis, definendolo "uno sfregio per la città",[47] e di volerlo trasferire in periferia, previa referendum indetto tra i cittadini di Roma. L’assessore all’Urbanistica Morassut congelò i lavori per mancanza di fondi, e venne sollevata per la prima volta l'obiezione all’abbattimento dei platani sul Lungotevere.[48] Ad aprile 2008 Alemanno vince le elezioni al ballottaggio e a giugno ridimensionò i suoi propositi di trasferimento dell'intera struttura,[49] vuoi perché non sostenibile per le casse comunali, vuoi perché "non compatibile con il contesto", parlando invece di un adeguamento, includendo una riduzione del muro di separazione tra strada e piazza Augusto Imperatore, voluto dall'architetto Meier ma fortemente contestato da critici d'arte e cittadini. Per l'abbattimento o riduzione fu stimato un costo di 500.000 euro.[50]
- Nel 2009 fu sperimentata la ricostruzione virtuale dell'ara a colori tramite proiettori digitali (v. "Ricostruzioni Virtuali").
- Nel settembre del 2010 la giunta Alemanno approvò[51] il progetto di costruzione del sottopasso già proposto nel 2004 ma bloccato nel 2008: l'inizio dei lavori era previsto per la primavera del 2011.
- Il 14 febbraio 2011 fu pubblicato in Gazzetta Ufficiale un bando di gara per la costruzione del sottopasso[52] e la relativa pedonalizzazione della zona tra Ara Pacis e fiume Tevere, con inizio lavori previsto per il 2013, per una durata di 24 mesi. Il progetto prevedeva anche la preservazione dei platani secolari del lungotevere mediante una tecnica di preservazione delle radici già usata per gli alberi degli Champs Elysees di Parigi, venendo così incontro alle proteste sollevate in precedenza da alcuni[53] che, in passato, avevano osteggiato il progetto in quanto avrebbe causato, tra le altre cose, la distruzione dei platani.
- Nel 2012 il sindaco Alemanno annunciò[54][55] di aver accantonato del tutto il progetto di costruzione del sottopasso, e di voler abbattere parzialmente il muro di separazione tra lungotevere e Piazza Augusto imperatore.
- Nel 2012 venne annunciato il progetto di abbattere parte[56] del muro di separazione tra lungotevere e Piazza Augusto Imperatore, stimando in 1.400.000 euro il costo dell'operazione;[57] nel maggio dello stesso anno 18 associazioni del centro storico presentarono una diffida al sindaco per non aver ancora proceduto all'annullamento del progetto di costruzione del sottopasso.[58]
- Il 14 ottobre 2016 è stata avviata l'iniziativa "Ara com'era" per ricostruire l'antico aspetto dell'ara tramite visori di realtà virtuale.

## Descrizione
L'aspetto dell'Ara Pacis è stato ricostruito grazie alla testimonianza delle fonti, agli studi durante gli scavi e alle raffigurazioni su alcune monete romane.
L'Ara Pacis è costituita da un recinto quasi quadrato in marmo (11,65 x 10,62 x h 3,68 m), elevato su basso podio, nei lati minori del quale si aprivano due porte, larghe 3,60 metri; a quella anteriore si accede da una rampa di nove gradini; all'interno, sopra una gradinata, si erge l'altare vero e proprio. La superficie del recinto presenta una raffinata decorazione a rilievo, esterno e interno. Nelle scene la profondità dello spazio è ottenuta mediante differenti spessori delle figure.
Quattro pilastri (detti paraste) angolari corinzi, più altri quattro ai fianchi delle porte, sono decorati sull'esterno da motivi a candelabra e lisci all'interno. Essi sostengono l'architrave (interamente ricostruita, senza parti antiche) che, secondo le raffigurazioni monetarie, doveva essere coronata da acroteri laterali.
L'Ara Pacis è un monumento chiave nell'arte pubblica augustea, con motivi di origine diversa: l'arte greca classica (nei fregi delle processioni), l'arte ellenistica (nel fregio e nei pannelli), l'arte più strettamente "romana" (nel fregio dell'altare). L'aspetto era quindi eclettico e la realizzazione fu certamente opera di botteghe greche.
L'aspetto politico-propagandistico è notevole, come in molte opere dell'epoca, con i legami evidenti tra Augusto e la Pax, espressa come un rifiorire della terra sotto il dominio universale romano. Inoltre è esplicito il collegamento tra Enea, mitico progenitore della Gens Iulia, e Augusto stesso, secondo quella propaganda di continuità storica che voleva inquadrare la presa di potere dell'imperatore come un provvidenziale ricollegamento tra la storia di Roma e la storia del mondo allora conosciuto. Non a caso i Cesari Gaio e Lucio sono abbigliati come giovanetti troiani, così come è illuminante l'accostamento tra il trionfo di Roma e la Saturnia Tellus, l'età dell'oro.

### Decorazioni esterne
L'esterno dell'altare è decorato da un fregio figurato in alto e da elaborati girali d'acanto in basso; i due ordini sono separati da una fascia a meandro; queste fasce decorate si interrompono quando incontrano i pilastri per poi proseguire sugli altri lati.
Nella parte bassa si ha un'ornamentazione naturalistica di girali d'acanto e, tra essi, piccoli animali (per esempio lucertole e serpenti). I girali si dipartono in maniera simmetrica da un unico cespo che si trova al centro di ogni pannello. Possiamo notare un'eleganza e una finezza d'esecuzione che riconducono all'arte alessandrina. La natura viene infatti vista come un bene perduto, secondo uno dei temi della poesia di quel tempo: basti pensare a Virgilio e Orazio.
La fascia figurata si divide in quattro pannelli sui lati delle aperture (due per lato) e un fregio continuo con processione-assemblea sui lati lunghi, che va letto unitariamente come un'unica scena.

#### Pannelli sul lato principale (orientato a ovest)
I due pannelli figurati del lato principale, dal quale si accedeva all'altare, rappresentano il Lupercale e il Sacrificio di Enea ai Penati.
Il Lupercale
Di questa scena (posta a sinistra) restano solo pochi frammenti, ma che comunque permettono di ricostruire la mitica fondazione di Roma: vi si riconosce il dio Marte armato, padre dei gemelli Romolo e Remo e divinità protettrice dell'Urbe, e il pastore Faustolo; essi assistono, presso il Ficus ruminalis, all'allattamento dei gemelli da parte della lupa, tra i resti di piante palustri che caratterizzano lo sfondo.
Il Sacrificio di Enea ai Penati
A destra si trova il Sacrificio di Enea ai Penati. Vi si riconosce Enea, in quanto figlio di Venere (ma alcuni sostengono Numa Pompilio), col figlio Ascanio o Augusto (ritenuto discendente di Venere) presso un altare rustico, assistiti da due giovani camilli. L'altare è avvolto da festoni e vi vengono sacrificati primizie e la scrofa bianca di Laurento. Il sacrificio è destinato ai Penati (protettori) di Lavinio, che presenziano alla scena affacciandosi da un tempietto sulla roccia, posto sullo sfondo in alto a sinistra. Enea ha il capo velato e veste un mantello che gli lascia scoperto parte del busto atletico. In mano reca lo sceptrum. Ascanio è dietro di lui (secondo alcuni potrebbe essere anche Acate) e ci è pervenuto solo nel frammento della mano destra appoggiata a una lancia e di una parte delle vesti, all'orientale.

#### Pannelli sul lato secondario est
Sull'altro lato si trovano i rilievi della Personificazione di Roma, quasi completamente perduto, e della Saturnia tellus.
La Personificazione di Roma
Questo rilievo, pervenutoci in resti molto scarsi, permette di riconoscere sulla destra solo una personificazione di Roma in abito amazzonico seduta su una catasta d'armi.
La Saturnia tellus
Questo pannello è uno dei meglio conservati, pervenutoci praticamente integro. Si tratta di una complessa allegoria di una mitica terra dell'Età dell'oro. Il rilievo rappresenta una grande figura matronale seduta con in grembo due putti e alcune primizie. Ai lati si trovano due ninfe seminude, una seduta su un cigno in volo, simbolo dell'aria, e l'altra su un drago marino, simbolo del mare; questi due animali predominanti riecheggerebbero la serenità della pace, cioè terra marique: la pace in terra e in mare. Anche il paesaggio ha elementi allegorici: a sinistra è fluviale, con canne e un'oinochoe dal quale fluisce l'acqua, al centro è roccioso con fiori e animali (una giovenca accasciata e una pecora che pascola), mentre a destra è marino. L'interpretazione della scena non è univoca: la figura centrale potrebbe essere una Venere Genitrice o una personificazione dell'Italia, o forse ancora della Pax: forse queste interpretazioni erano fuse in un'ideologia ambivalente della Pax Romana dell'epoca di Augusto. D'altronde non è da escludere la presenza di Venere, che farebbe coppia col rilievo della personificazione di Roma, i cui culti saranno poi accoppiati.

#### Fregio della processione
Sui lati lunghi è raffigurata la processione per il voto dell'Ara, divisa in due parti: una ufficiale, coi sacerdoti, e l'altra semiufficiale con la famiglia di Augusto. La lettura va concepita unitariamente, con quattro sezioni: metà di quella ufficiale e metà di quella semiufficiale per lato, in maniera da facilitare la concezione unitaria del fregio. Ma se le due scene della processione ufficiale sono una il seguito dell'altra, le due scene della famiglia imperiale vanno considerate come una accanto all'altra.
Sebbene l'identificazione dei personaggi non sia indiscutibilmente certa, è ormai generalmente accettata. L'insieme rievoca le Panatenee del fregio continuo del Partenone di Atene. In ogni caso la scena non va interpretata come un reale corteo, così come potrebbe essere avvenuto nel 13 a.C., poiché Augusto sarebbe diventato pontefice massimo solo nel 12 a.C., né può essere la processione del 9 a.C., perché allora Agrippa era già morto mentre Tiberio e Druso erano impegnati nelle campagne militari in Illirico e in Germania. Si tratta quindi di una raffigurazione politica ideale, da mettere in relazione con le gravi incertezze di quegli anni legate alla successione, che troveranno una temporanea soluzione nel 6 a.C. con la crisi e l'esilio volontario di Tiberio.
Lato sud
La scena più importante e meglio conservata è sul fianco meridionale, con personaggi della famiglia imperiale. La successione delle figure ricalca un preciso schema protocollare, legato alla successione al trono come era concepita da Augusto attorno al 10-9 a.C. Anche la divisione in primo e secondo piano delle figure (piani che diventano enfaticamente tre nella raffigurazione della famiglia di Augusto e Livia) non è casuale.
La processione ha inizio con la raffigurazione lacunosa di littori (secondo la tradizione dodici), un camillo che porta la cassetta sacra del collegio pontificale (l'acerra) e il lictor proximus, che cammina all'indietro: egli secondo la tradizione infatti non volge le spalle al magistrato e al sommo sacerdote.
Seguono quindi una serie di togati, a partire dall'imperatore Augusto col capo velato nella veste di pontefice massimo. Chiudono il corteo ufficiale, in primo piano, i quattro flamines maiores (dialis, martialis, quirinalis e iulialis). Il Flamen iulialis è quello dotato di una vera e propria fisionomia, questo perché era un vero parente di Augusto, Sesto Appuleio. L'ultimo personaggio religioso è il flaminius lictor, con il capo coperto e l'ascia sacra sulla spalla.
A questo punto, dopo un netto stacco, inizia la processione della famiglia imperiale, coi personaggi disposti secondo la linea dinastica all'epoca della costruzione dell'altare.
Per primo si trova Agrippa, morto nel 12 a.C., pure col capo coperto, posto di profilo; seguono il piccolo Gaio Cesare (nipote e figlio adottivo di Augusto), Giulia maggiore, figlia di Augusto, o Livia, sua moglie, prima di Tiberio, suo figlio; sconosciuto è il personaggio in secondo piano; la donna dopo di lui è Antonia minore, che tiene per mano il piccolo Germanico, figlio di lei e di Druso maggiore, il quale si trova subito dopo; il gruppo seguente è di Antonia maggiore e i suoi figli Gneo Domizio Enobarbo (futuro padre di Nerone) e Domizia, seguiti da suo marito Lucio Domizio Enobarbo; il personaggio che fa cenno di silenzio a questi bambini parrebbe non essere né Mecenate né Orazio, secondo alcune interpretazioni proposte, ma uno degli Appulei, forse Marco console nel 20 a.C., figlio di una sorellastra di Augusto e fratello del Flamen iulialis.
Lato nord
Il lato nord è peggio conservato e ha quasi tutte le teste dei personaggi rifatte nel XVI secolo. In cima prosegue la processione secondo l'ordo sacerdotum, con gli auguri, forse recanti dipinti o le insegne del loro potere, e i quindecemviri sacris faciundis, riconoscibili dal camillo con l'acerra dai simboli di Apollo; seguono i septemviri epulones, anch'essi identificabili dai simboli dell'acerra del secondo camillo.
Riparte poi, in parallelo con la processione del lato sud, la sfilata dei personaggi della casa imperiale, aperta da Lucio Cesare e da sua madre Giulia maggiore, figlia di Augusto (che quindi sarebbero alla stessa altezza di Agrippa, sull'altro lato); segue un fanciullo abbigliato come un camillo, forse il figlio di Iullo Antonio. A questo punto è la volta di Claudia Marcella maggiore col console Iullo Antonio, e la piccola Giulia minore; poi Claudia Marcella Minore, il figlio e il marito Sesto Appuleio, console nel 29 a.C., del quale i resti sono molto scarsi.
La successione al trono quindi era rigidamente raffigurata in due rami principali, corrispondenti ciascuno a un lato, e iniziava quindi da Giulia o da Agrippa, coi relativi figli, poi i figli di Livia (Tiberio e Druso), seguite dalle due Antonie e le due Marcelle.

### Decorazioni interne

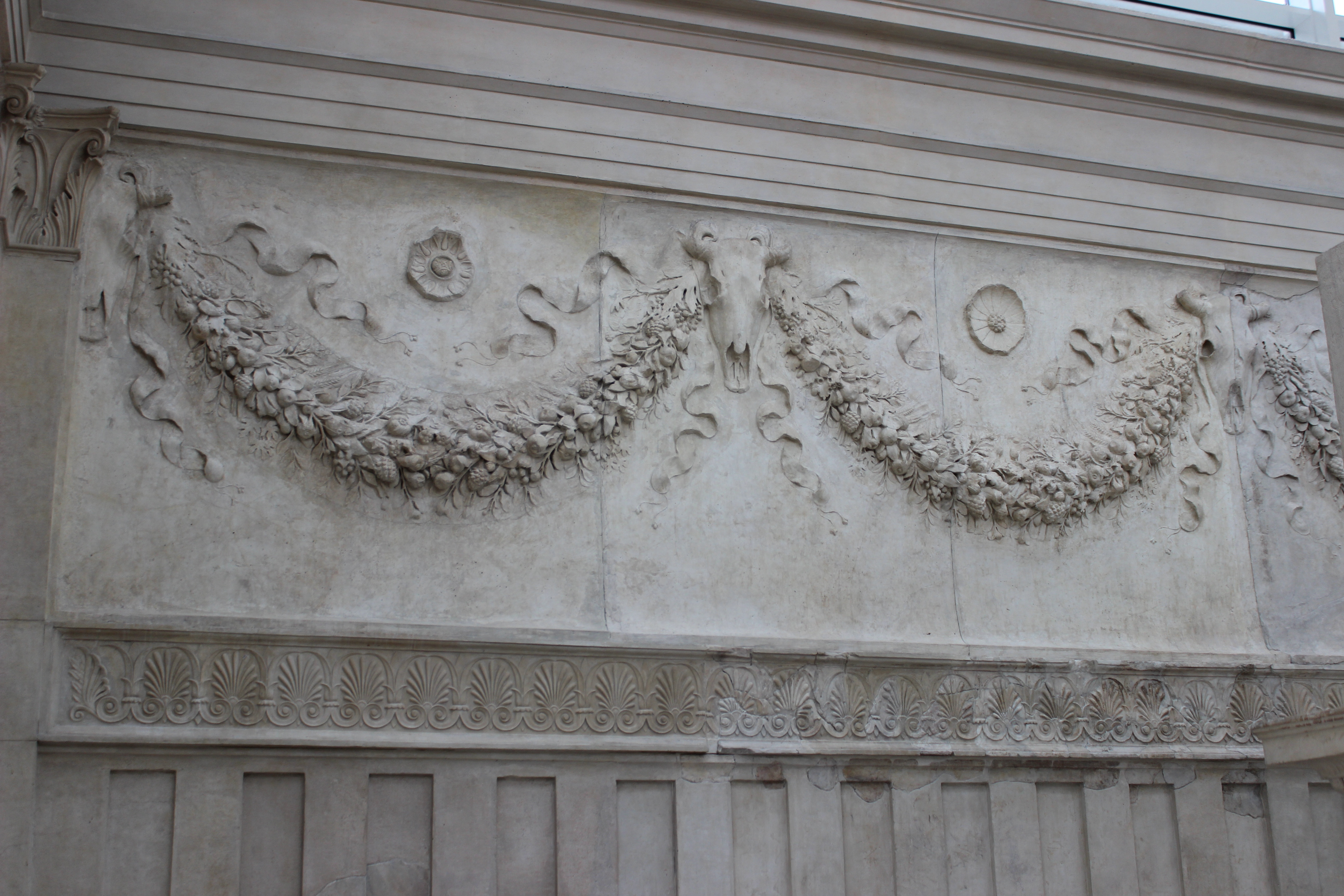
La decorazione interna

La superficie interna del monumento reca nel registro inferiore scanalature verticali simulanti una palizzata, riproduzione di quella provvisoria eretta alla constitutio dell'ara. Questo steccato, presente negli altari romani più antichi fin dal VII-VI secolo a.C., veniva ancora costruito per i templi augurali che precedevano il luogo sacro vero e proprio.
In quello superiore si trovano festoni sorretti da bucrani, cioè crani di buoi con ghirlande, con al centro, sopra le ghirlande, dei phialai. Anche questo motivo deriva dalla costruzione provvisoria lignea del 13 a.C. tra i due ordini corre una fascia a palmette e fiori di loto.

### Ara Pacis

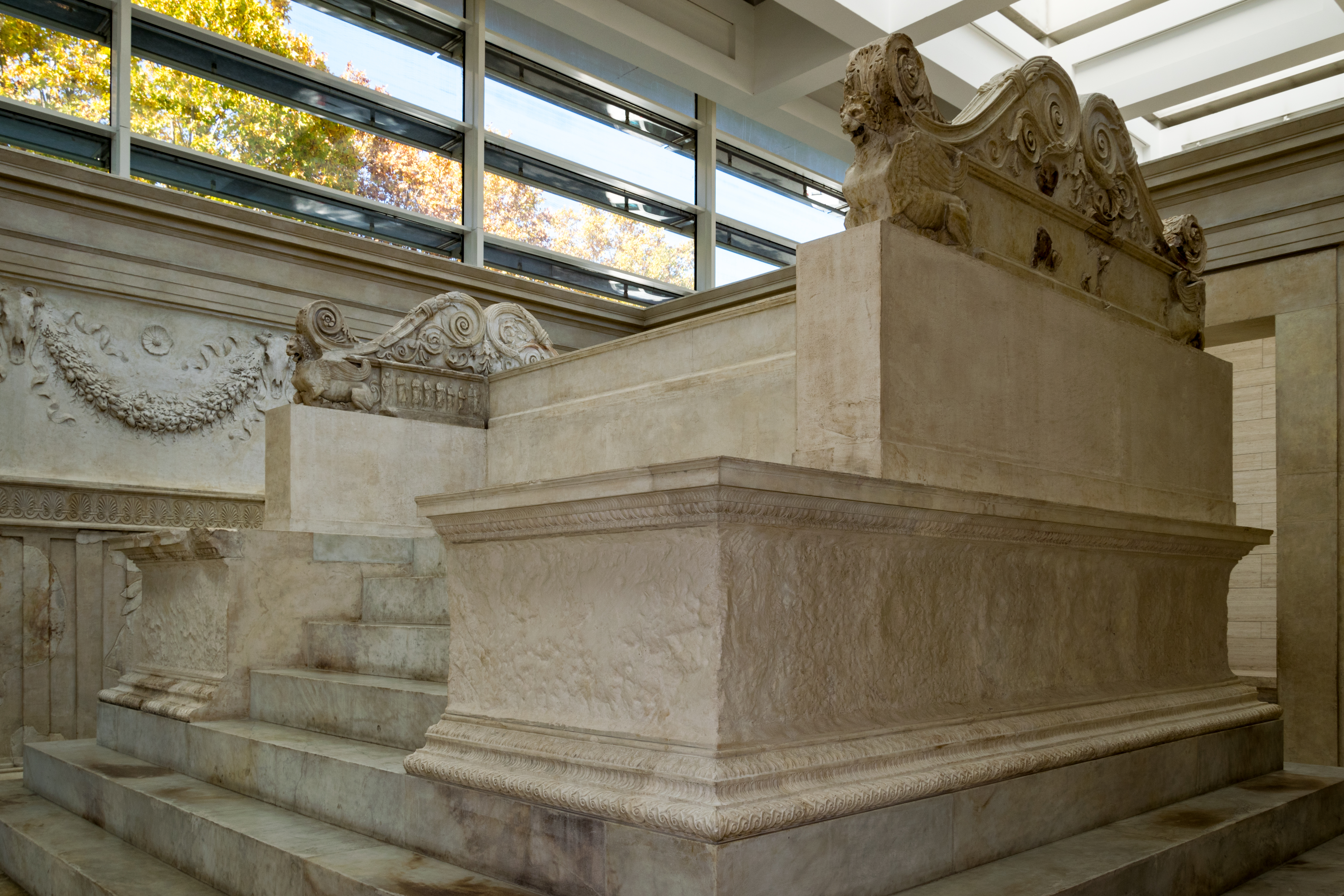
L'altare

L'altare è costituito da un podio di tre gradini su ciascun lato, sul quale poggia un basamento che presenta altri cinque gradini solo su un fronte, dove passava il sacerdote che celebrava il sacrificio sulla mensa, utilizzata per le offerte delle spoglie di animali e stretta tra due avancorpo laterali.
La mensa occupa tutto lo spazio interno del recinto dal quale è separata da uno stretto corridoio il cui pavimento è leggermente inclinato verso l'esterno. Le due sponde laterali presentano un pulvino di coronamento con girali vegetali e leoni alati.
L'altare è decorato con personaggi femminili sullo zoccolo, allegorie forse delle province dell'Impero, mentre nel fregio superiore che gira all'interno ed all'esterno della mensa vi è la raffigurazione del sacrificio che vi si celebrava annualmente, con le Vestali ed il pontefice massimo (all'interno), accompagnati (nel rilievo esterno) da camilli, sacerdoti vittimarii e dagli animali destinati ai suovetaurilia: di questo rilievo è ben conservata solo la fiancata sinistra.
Sull'altare le figure sono rappresentate ad altissimo rilievo, ben diverse da quelle dei piani sovrapposti nel recinto esterno. Tali contrapposizioni, ben illuminanti sulla bipolarità dell'arte romana, si ritrovano anche negli archi trionfali, nei pannelli con scene di diverso tipo (allegorico e allusivo contro scene tratte dalla realtà idealizzata).

## Ricostruzioni virtuali

### Metodo a proiettori
Il monumento è attualmente completamente bianco, ma pare che in origine fosse riccamente colorato; per ricostruirne l'aspetto, in via sperimentale il 22 novembre 2009 dalle 21:00 alle 24:00 il lato principale e quello secondario del monumento sono stati illuminati tramite proiettori digitali, sovrapponendo immagini a colori ai fregi reali, con una tecnologia applicata per la prima volta nella storia dell'archeologia su un monumento di età romana; vista l'efficacia del metodo per riproporre al pubblico l'antico aspetto dei monumenti, la tecnica è stata in seguito ampiamente riutilizzata, in modo permanente, presso vari siti archeologici:
- 2007: Palazzo Valentini a Roma (inaugurazione il dicembre 2007,[61][62] divenuta esposizione permanente dal 16/10/2011)[63][64]
- 2014: Foro di Augusto a Roma[65] e necropoli etrusca della Banditaccia a Cerveteri[66]
- 2015: Foro di Cesare a Roma[65]

In tutti i casi la realizzazione è stata possibile grazie al contributo di:
- Paco Lanciano, laureato in fisica e responsabile di MizarLab,[67] l’agenzia che ha ideato l'allestimento[68] all'Ara Pacis
- Gaetano Capasso, ingegnere e fondatore della Capware, ditta ideatrice del Museo Archeologico Virtuale di Ercolano (NA)
- Piero Angela, divulgatore scientifico e giornalista, autore dei commenti audio.

### Metodo a visori 3D
Il 14 ottobre 2016 è stata avviata l'iniziativa "Ara com'era": mediante l'utilizzo di visori per realtà virtuale Samsung GearVR, il visitatore può osservare l'Ara così com'era oltre 2000 anni fa. I sensori del visore VR (giroscopio, accelerometro, bussola) permettono infatti di ricreare sullo schermo del cellulare posto al suo interno immagini 3D che riproducono il monumento e i suoi dintorni, così com'erano 2000 anni fa, proprio come se l'utilizzatore si trovasse sul posto, ricreando di fatto un ambiente virtuale esplorabile a piacimento; l'esperienza di "realtà virtuale immersiva" permette ad esempio di "volare" virtualmente sul Campo Marzio così com'era nel 9 a.C., o di stare seduti accanto all'Ara e vedere personaggi dell'antica Roma muoversi intorno ad essa e intorno allo spettatore, con la possibilità di guardare tutto intorno a sé a 360°; durante l'esperienza VR è anche possibile osservare l'Ara "in diretta" così com'è oggi attraverso la telecamera del visore, ma al tempo stesso alle immagini reali vengono sovrapposte immagini ricreate dal software, che ricostruiscono le parti mancanti del monumento e la sua colorazione originale (tecnica della "Realtà Aumentata"). Al momento della stesura di queste note (maggio 2017) era possibile osservare solo una sezione alla volta del monumento in Realtà aumentata (posizionandosi in 8 diversi punti di vista), ma tecnicamente, quando l'hardware del visore diventasse sufficientemente potente, sarebbe possibile sovrapporre immagini di realtà aumentata all'intero monumento; invece, l'esperienza di "realtà virtuale immersiva", che utilizza soltanto immagini artificiali e non fa uso della telecamera, ricostruisce l'intero monumento e l'ambiente circostante, ma può essere fruito solo in "modalità statica", stando cioè seduti senza possibilità di muoversi intorno al monumento. Nota tecnica: nelle sessioni di realtà aumentata il monumento è visibile solo in 2D in quanto il cellulare del visore VR è dotato di una sola telecamera; nelle sessioni di realtà virtuale immersiva, invece, essendo le immagini interamente generate dal computer, la visione è in 3D in quanto viene generata un'immagine diversa per ogni occhio.